# Marguerite Rouffanche
 (juillet 2023).
Marguerite Rouffanche, née Marguerite Thurmaux le 19 décembre 1897 à Limoges (Haute-Vienne) et morte le 23 mai 1988 à Saint-Junien (Haute-Vienne), est la seule femme à avoir survécu au massacre d'Oradour-sur-Glane, perpétré le 10 juin 1944 par les Waffen-SS de la division Das Reich.

## Biographie
Née le 19 décembre 1897 à Limoges, Marguerite Rouffanche s'installe ensuite à Oradour-sur-Glane avec son mari, son fils et ses deux filles.
Le 10 juin 1944, vers deux heures de l'après-midi, après avoir fait irruption dans sa maison, les soldats allemands la somment de rejoindre une grange en compagnie de son mari, de son fils et de ses deux filles. De nombreux habitants d'Oradour-sur-Glane y étaient déjà rassemblés. Cependant, alors que les hommes et les femmes continuent d'arriver de divers endroits et les enfants des écoles séparément, les soldats allemands les divisent en deux groupes : d'une part, les femmes et les enfants, de l'autre, les hommes. Marguerite Rouffanche est conduite par les soldats armés à l'église qui comprend alors toutes les femmes de la ville, surtout les mères qui y entrent en portant leurs bébés dans les bras ou en les poussant dans leurs petites voitures.
Marguerite Rouffanche parvient à échapper à la mort en sautant par une fenêtre de l’église, malgré de graves blessures. Parmi les 350 femmes et enfants enfermés dans l'église, elle seule parvient à s'échapper. Elle dira plus tard : « Je dois la vie à l'idée de fermer les yeux et de simuler la mort ».
Lors du massacre, elle perd son mari et son fils, exécutés dans une grange où les hommes du village avaient été regroupés. Ses deux filles et son petit-fils, âgé de sept mois, sont tués dans l'église, où femmes et enfants avaient été enfermés avant d'être massacrés.
Elle trouve refuge dans un potager voisin, où elle est secourue par un habitant de la région. Rouffanche passe plus d'un an à se remettre de ses blessures, ayant reçu cinq balles. Elle témoigne des événements au procès qui a lieu à Bordeaux en 1953. Son témoignage sera déterminant pour documenter les événements tragiques de cette journée et pour les procès tenus après-guerre contre les responsables du massacre. 
Elle revient finalement à Oradour-sur-Glane lors de la construction de la ville nouvelle et y vit jusqu'à sa mort en mai 1988, à l'âge de 90 ans. Lors de son inhumation le 25 mai 1988, Robert Hébras, un autre survivant du massacre, appelle à une minute de silence sur la tombe.
Marguerite Rouffanche reste une figure emblématique du devoir de mémoire lié à Oradour-sur-Glane, lieu désormais consacré au souvenir des victimes de la barbarie nazie.